# Bagholt Mose
Bagholt Mose er en fredet mose der ligger i Munkeskov ved Haslev i Faxe Kommune på Sydsjælland. Den er en rest af en tidligere meget større højmose. I mosen findes en enestående flora med meget sjældne planter som i dag er truede og sårbare, og den  er en af Sjællands mest værdifulde moselokaliteter. Mosen er også et habitatområde og er  sammenfaldende med  Natura 2000 område nr. 159 Bagholt Mose.

## Landskabet
Mosen er ligger  i en lavning i Munkeskoven, hvor der  er  dannet en højmose, der  stort set blev bortgravet under 1. verdenskrig og i årene efter.
Der er efterfølgende sket en begyndende tilgroning af de gamle tørvegrave med hængesæk. Områdets unikke karakter skyldes en mosaik af gamle kanter fra tørvegravene med næringsfattig højmosekarakter og så forskellige stadier at tilgroning af de gamle tørvegrave.
I randen af højmosen (laggen) findes desuden områder med næringsrige kærtyper og ellesump. I forbindelse med tørvegravningen er de fremkommet partier med kalkrig jordbund.
Mosaikken omfatter ekstremrigkær, overgangsfattigkær, ekstremfattigkær og højmosepartier.
Gennem moseområdet løber en grøft, som afvander skovens andre lavbundsområder og en nærliggende lavmose. Selve fredningen omfatter 12 ha mose og 5 ha omkransende blandet skov.

## Flora
Bagholt Moses artsrige flora består hovedsageligt af arter, der er lyskrævende lavbundsarter.
Blandt de 20 sjældne og biotoptypiske arter fundet i 1980’erne er løgurt, hjertelæbe, mygblomst og liden kæruld de mest markante. Desuden er der på lokaliteten fundet 8 orkidearter (herunder plettet gøgeurt) og en krydsning blandt to af disse. Mosen er kendt for sin mosflora med rigtigt mange arter, blandt andet kærgittermos

## Fredningen
Området er fredet i 1985 og igen ved kendelse fra Overfredningsnævnet 1987. Der er fredet et areal på 17 ha.